# ميل نويل
ميل نويل (بالإنجليزية: Mel Nowell)‏ مواليد 27 ديسمبر 1939 في كولومبوس، هو لاعب كرة سلة أمريكي. بدأ مسيرته الاحترافية في سنة 1962. تم اختياره من قبل فريق واشنطن ويزاردز خلال الدرافت. يبلغ طوله 6 قدم 2 بوصة (1.9 م). اعتزل اللعب في 1968. لعب مع واشنطن ويزاردز وبروكلين نتس.

## روابط خارجية
- ميل نويل على موقع إن بي أي (الإنجليزية)
- ميل نويل على موقع سبورتس رفرنس (الإنجليزية)
- ميل نويل على موقع كلية كرة السلة في سبورتس رفرنس.كوم (الإنجليزية)
- ميل نويل على موقع ريلجم (الإنجليزية)
- ميل نويل على موقع بروبوليرز (الإنجليزية)